# 발렌티나 젤랴예바
발렌티나 젤랴예바(러시아어: Валентина Зеляева, 1982년 10월 11일 ~ )는 러시아의 모델이다.